# Dragunov SVU
El OTs-03 Dragunov SVU (del ruso: Снайперская винтовка укороченная, Snayperskaya Vintovka Ukorochennaya, Fusil de Francotirador Acortado) es la variante bullpup del fusil de francotirador Dragunov.

## Historia y desarrollo
El Dragunov SVU fue desarrollado para suplir las necesidades de las fuerzas de seguridad del Ministerio del Interior de Rusia, tales como el OMON. Este fusil fue empleado por primera vez en combate durante la Primera Guerra Chechena. Inicialmente el plan solo era modernizar ligeramente al Dragunov, pero los diseñadores al final se dieron cuenta de que la configuración del arma tendría que ser totalmente alterada, dando origen al SVU.
Se le agregó un freno de boca especial, que puede absorber hasta el 40% de la energía del retroceso y una culata elástica con muelle que no está rígidamente unida al cajón de mecanismos. También se mejoró la acústica del fusil, al integrarle un silenciador. Las otras mejoras principales del SVU respecto al SVD incluyen el reemplazo de la culata, el pistolete, el gatillo y el riel para montar la mira telescópica, así como el acortamiento del cañón en 100 mm para lograr un perfecto balance del arma.
Hacia 1991, se desarrolló una variante del OTs-03, el OTs-03A (SVU-A). Mientras que el SVU es semiautomático, el SVU-A (la "A" significa automático) puede disparar en modo automático. En este fusil, el centro de gravedad ha sido movido hacia adelante al agregársele un bípode montado en el cajón de mecanismos. Los cargadores de 20 y 30 cartuchos le permitían disparar en modo automático; se le instalaron nuevas miras telescópicas al SVU-A para reemplazar a las anteriores, que no habían sido cambidas desde la introducción del SVD.
A pesar de que tiene alza y punto de mira, el Dragunov SVU casi siempre es empleado con la mira telescópica PSO-1 con retícula iluminada, aunque se le pueden instalar otras miras telescópicas rusas. La retícula de la PSO-1 es casi singular en la categoría de miras telescópicas para francotiradores, ya que su telémetro está ubicado en el lado inferior izquierdo, los chevrones para compensación de la caída de la bala están al centro y los marcajes estadimétricos para azimut van de izquierda a derecha del centro de la retícula. A su vez, ésta es iluminada por tritio en lugar de una pequeña bombilla alimentada por batería. El SVU también trae un bípode ajustable. Su cañón tiene un apagallamas/freno de boca integrado. Se le puede montar una bayoneta bajo el guardamanos.

## Variantes
El OTs-03A (SVU-A - Снайперская винтовка укороченная, автоматическая, Snayperskaya Vintovka Ukorochennaya—Avtomat, Fusil de Francotirador Automático Acortado) es una versión con selector de disparo del SVU, capaz de disparar en modo semiautomático o en modo automático.